# 阿蒙涅姆赫特一世
阿蒙涅姆赫特一世或阿曼尼赫特一世(英語：Amenemhat I)（约公元前1991年—约公元前1962年在位）埃及法老。他是第十二王朝的建立者。
阿蒙涅姆赫特一世不是王室成员出身，因而十分注意巩固自己的权力。在他统治时代限制了无法无天的贵族和各省统治者的权力，并把首都从底比斯迁至法尤姆。通过他的一系列积极政策，埃及的混乱局面得到改善。
阿蒙涅姆赫特一世在其统治的最后十年里让儿子辛努塞尔特一世成为共同在位者。他最后死于谋杀。